# Marcelo Caetano

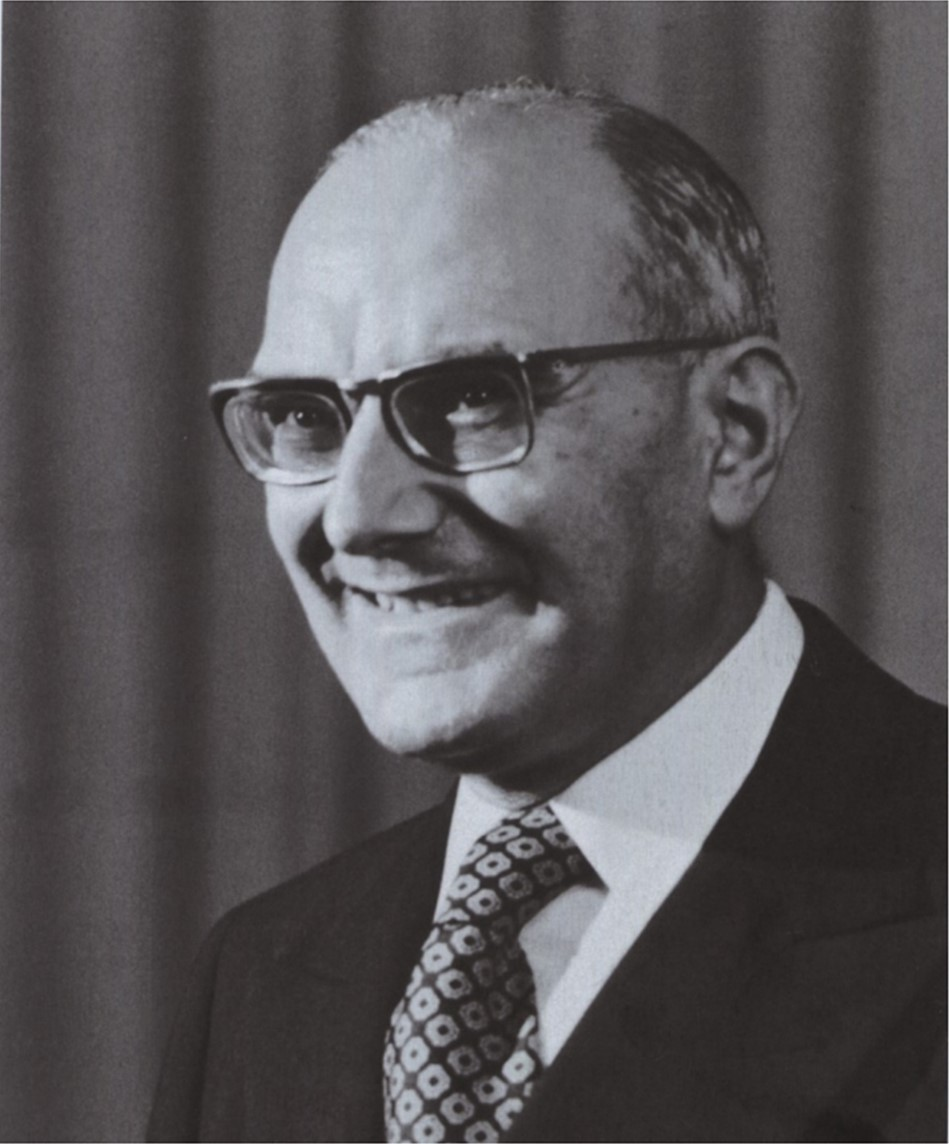
Marcelo Caetano

Marcelo José das Neves Alves Caetano (* 17. August 1906 in Lissabon; † 26. Oktober 1980 in Rio de Janeiro) war ein portugiesischer Politiker, Jurist sowie Historiker. Von 1968 bis zur Nelkenrevolution 1974 war er Premierminister Portugals, zudem war er mehrmals Kolonialminister und Außenminister Portugals.

## Leben
Ursprünglich studierte Caetano an der Rechtswissenschaftlichen Fakultät der Universität Lissabon, wo er von 1932 bis 1962 auch unterrichtete. Gleichzeitig hatte er als Vertrauter des Diktators António de Oliveira Salazar Posten in der Regierung als Minister für die Kolonien und stellvertretender Premierminister.
Nachdem Salazar einen Schlaganfall erlitten hatte, wurde Caetano zum 27. September 1968 sein Nachfolger. Er setzte die repressive antikommunistische Politik fort und führte den Krieg in den Kolonien weiter, der bis zur Hälfte des Staatsbudgets kostete. Im Gegensatz zu Salazar war er ein Befürworter einer härteren Gangart gegen die Aufständischen in den Kolonien. Er führte zögerliche Reformen ein und gestattete es Mário Soares und dessen Familie, aus dem Exil nach Portugal zurückzukehren.
Caetano war ein vergleichsweise „liberaler“ Vertreter des Regimes und versuchte, in den Kolonien ein föderales System durchzusetzen.
Am 25. April 1974 wurde er durch die Nelkenrevolution seines Amtes enthoben und flüchtete ins Exil zunächst nach Madeira, später nach Brasilien. Mit Ende seiner Herrschaft endete der Estado Novo und in Portugal entwickelte sich die Dritte Republik.

## Privates
Die Schauspielerin Laura Soveral war seine Schwiegertochter, der sozialistische Politiker und Agrarwissenschaftler Henrique de Barros war sein Schwager.

## Werke
Zu Lebzeiten veröffentlichte Caetano mehr als 100 Werke. Darunter befanden sich juristische Fachliteratur und Werke über die Geschichte Portugals im Mittelalter. Untenstehend eine Aufstellung der wichtigsten Publikationen:
- Lições de Direito Penal
- Legislação Civil Comparada (1926)
- Lições de Direito Corporativo (1935)
- O Sistema Corporativo (1938)
- Problemas da Revolução Corporativa (1941)
- Donde Vem o Nome de “Inconfidência Mineira”? (1944)
- Predições Sem Profecia Sobre Reformas Sociais (1945)
- Posição Actual do Corporativismo Português (1950)
- Lições de Direito Constitucional e Ciência Política (1952)
- As Cortes de Leiria de 1254 (1954)
- Os Nativos na Economia Africana (1954)
- Ciência Política e Direito Constitucional (1955)
- O conselheiro Doutor José Dias Ferreira (1955)
- Regimento dos Oficiais das Cidades, Vilas e Lugares Destes Reinos (1955)
- Manual de Direito Administrativo (1956)
- Problemas de Administração Local (1957)
- Perseverança no Presente e Confiança no Futuro (1957)
- Salazar: um Mestre (1958)
- Das Fundações (1962)
- Subsídios para a História das Cortes Medievais Portuguesas (1963)
- Portugal e a Internacionalização dos Problemas Africanos (1963)
- Constituições Portuguesas (1965)
- História Breve das Constituições Portuguesas (1968)
- Factos e Figuras do Ultramar (1973)
- A Verdade Sobre o 25 de Abril (1976)
- Minhas Memórias de Salazar (1977)
- História do Direito Português (1978–1980)